# Lope Vázquez de Acuña, II conde de Buendía
Lope Vázquez de Acuña (fallecido el 1 de febrero de 1489), II conde de Buendía y adelantado mayor de Cazorla, fue un noble castellano de ascendencia portuguesa, que estuvo al servicio de la corte castellana bajo el reinado de los Reyes Católicos.

## Vida y entorno familiar

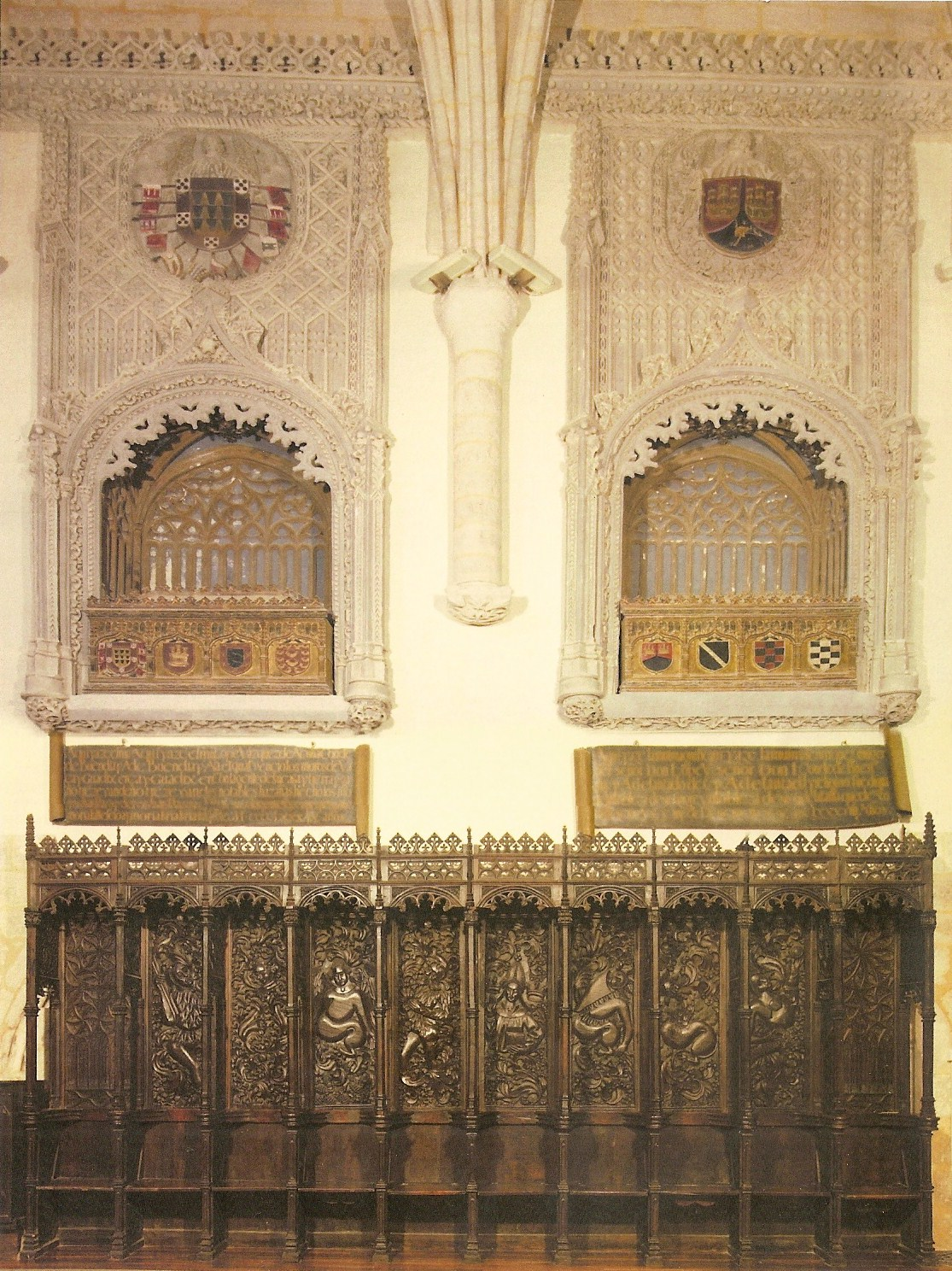
Sepulcros de Lope Vázquez de Acuña y su mujer Inés Enríquez de Quiñones, tíos de Fernando el Católico, en el panteón condal de Santa María de la Asunción de Dueñas

Fue hijo de Pedro Vázquez de Acuña y Albornoz, I conde de Buendía, y su mujer Inés de Herrera y Ayala, hija de Pedro García de Herrera, señor de Ampudia, y de María de Ayala. Hereda el mayorazgo fundado por sus padres en 1475 sobre las villas de Buendía y Dueñas tras la muerte de su padre en 1482.
Entró en la corte castellana como doncel de la reina Isabel pero destacó sobre todo en la Guerra de Granada debido a su cargo de adelantado mayor de Cazorla, nombrado por su tío el arzobispo de Toledo Alonso Carrillo de Acuña en 1455. Así, cabe destacar su participación en la llamada batalla de Quesada en 1469, donde ganó a los moros las trece banderas que orlan el escudo familiar desde entonces. Así nos refiere Diego de Valera estos sucesos:

Cavalgó con fasta ciento de a cavallo e quatroçientos peones que pudo aver, e a más andar se fué a meter en la villa de Quesada, donde todos los suyos tuvo tan encubiertos que, aunque los moros vinieron, no sintieron aver más gente en la villa de los moradores della. E como los moros anduvieron la mayor parte de la noche estando ya quanto media legua de la villa, los capitanes enbiaron treszientos de cavallo e mill peones, poco antes del alba, para que entrasen en la villa, e toda la otra gente se quedó con la presa de Ubeda e Baeça avía traydo. Y el adelantado [Lope Vázquez de Acuña] con su gente e con la de la villa tomó las entradas e pasos por donde los moros avían de venir, e venidos, con tan gran vigor e fuerça el adelantado y alcayde e sus gentes pelearon, que todos los moros, que se apearon para entrar en la villa, fueron muertos e presos, e los que pudieron fueron fuyendo, para se juntar con sus gentes.

Y el adelantado, como quiera que conoçiese la ventaja sin comparaçión que los moros dél tenían, esforçó su gente, como virtuoso caballero, la qual hizo un cuño, e con grande ánimo e osadía fueron ferir en los moros que tenían la presa, e de tal manera pelearon con ellos, que ovieron de dexar la presa e yr fuyendo. Y el adelantado y el alcayde ganaron dellos trezientos cavallos, e gran despojo de jaeces e armas; e mataron e prendieron ochoçientos. En la qual vatalla Don Fernando de Acuña, hermano del adelantado y moço de diez y seys años, que contra su mandamiento e voluntad entró en aquella vatalla, hizo cosas tan señaladas, que paresçió ser más cavallero anciano que moço ni mançebo; el qual fasta aquel día no avía tomado armas ni lança en la mano para pelear. Deste se afirma aver conservado su virginidad fasta el día que casó, que sería de hedad de treynta años.

[…] E en esta batalla el adelantado ganó catorce banderas [sic], las cuales oy trae en torno de sus armas. Algunos de los cativos en esta batalla, afirmaron que la gente que el adelantado traya, con la de la villa que traya el alcayde, les pareció mucha más que la suya. E que avían visto encima del armadura de la cabeça de Don Fernando de Acuña tan gran claridad, que les tirara la vista; de que creyeran, verdaderamente, Nuestro Señor aver enbiado a los cristiano ayuda en esta batalla. En la qual ganó y ovo un quento en moros e despojo el dicho alcayde, la qual dicha alcaydía Ubeda le dio, la cual provee de alcayde cada año.

En 1483, habiendo heredado ya el título condal, participó también en la tala de la Vega de Granada organizada por los Reyes Católicos, en la que atacaron varias villas como Íllora, llegándose a tomar la villa de Tájara. En el verano de 1485 participó en una segunda incursión en tierras musulmanas como Capitán de la gente del Cardenal de España, que tenía como objetivo el sitio de la ciudad de Moclín. Sin embargo, los castellanos fueron derrotados por los musulmanes, aunque Pulgar señala que la derrota podría haberse convertido en un desastre aún mayor si no se hubiese presentando en el momento crítico el contingente en el que venían el Maestre de Calatrava, el conde de Buendía y el obispo de Jaén. Por último, participó también en la decisiva toma de Málaga en 1488.
Tan sólo ostentó el título condal durante siete años hasta su muerte el 1 de febrero de 1489 siendo enterrado en el panteón condal de la familia iniciado por su padre en el altar mayor de Santa María de la Asunción de Dueñas, donde se conservan, en el lado de la Epístola, su sepulcro y el de su mujer fallecida el 24 de diciembre de 1488. Bajo arcosolios góticos de influencia mudéjar ricamente decorados con motivos geométricos y vegetales se conservan sendas urnas doradas con los blasones familiares. Sus epitafios rezan: 

Aquí yace el muy magnífico señor don Lope Vázquez de Acuña, conde de buendía y adelantado de Cazorla, el qual venció a los moros de Vaça y Guadix en la batalla de Quesada con la gente de su casa y tierra, y ganó treze vanderas, y haciendo otras notables hazañas, hechó los moros hasta oy de aquella tierra; por lo qual sus obras merecen perpetua memoria. Falleció a primero de hebrero de MCCCCLXXXIX

Mientras que el de su mujer señala que 

Aquí yace la mui magnífica señora doña Ynés Henríquez, mujer del señor don Lope Vázquez de Acuña, conde de Buendía y adelantado de Cazorla, cuia bondad y religión fue digna de la nobleza de su sangre y del marido que tubo y de la fama que dexo a XXIIII de deziembre de MCCCCLXXXVIII

## Matrimonio y descendencia
Contrajo matrimonio con Inés Enríquez de Quiñones, hija de Fadrique Enríquez, Almirante de Castilla, y de su segunda mujer Teresa Enríquez de Quiñones. Este matrimonio no sólo le llevó a emparentar con una de las familias más importantes de Castilla, los Enríquez, señores de Medina de Rioseco (Valladolid), sino que también establecieron así lazos sanguíneos con la Casa Real, pues Inés era hermanastra de Juana Enríquez, madre de Fernando de Aragón, lo que convierte a los II condes de Buendía en tíos del rey Católico.
De este matrimonio nacen trece hijos, entre los que se encuentran los tres siguientes sucesores del condado: 
- Fernando de Acuña, el primogénito, muerto prematuramente.[4]
- Juan de Acuña, que sigue la línea como III conde de Buendía[9] (1482-1528). Aquejado de una enfermedad mental que se ha interpretado como una esquizofrenia leve,[10] muere sin descendencia masculina en 1528, por lo que se suscita un pleito de tenuta que se saldará a favor de sus hermanos, que le suceden en el título. Contrajo matrimonio con María López de Padilla, perteneciente a este importante linaje burgalés, hija del adelantado mayor de Castilla, Pedro López de Padilla, señor de las villas de Calatañazor (Soria), Santa Gadea del Cid (Burgos), Sotopalacios (Burgos) y Padilla de Abajo (Burgos), de donde toma el nombre este linaje. Durante su señorío tuvo que hacer frente a un levantamiento popular el 1 de septiembre de 1520, llegando a ser expulsado de la villa, que se adhirió inmediatamente a las Comunidades de Castilla, actuando como cuartel general en la campaña de Tierra de Campos dirigida por el Obispo de Zamora, Antonio de Acuña. Tras la derrota de los comuneros ante las tropas realistas en Villalar el 23 de abril de 1521, Dueñas se rendirá pocos días después, el 27 de abril, y se verán obligados a entregar de nuevo la villa y fortaleza a los condes, quienes llevaron a cabo una dura represión, aunque Carlos I consideró que el primer alzamiento de la villa había sido «una felonía contra el conde, pero, en modo alguno un levantamiento contra la monarquía». A la muerte de la condesa en 1526, su hermano Fadrique es nombrado por Carlos I administrador del señorío hasta que, finalmente, el conde muere el 6 de marzo de 1528, iniciando sus hermanos un pleito de tenuta contra la única hija de este matrimonio, Catalina de Acuña, y su curador el IV Almirante de Castilla, Fadrique Enríquez de Velasco.
- Pedro de Acuña, que sigue la línea como IV conde de Buendía (1528-1537). Ya en vida de su hermano inició un pleito alegando la incapacidad de este para el gobierno del señorío debido a su enfermedad.[9] A pesar de ello, los reyes nunca llegaron a cesar a Juan, por lo que no será hasta su muerte cuando herede el título. Como segundón del linaje, se decantó por la carrera militar profesando como caballero en la Orden de Santiago, donde ejerció los cargos de comendador de La Orcheta (Alicante), hasta que su primo, el rey Fernando, le promovió a la dignidad de comendador de Monesterio (Badajoz) en 1513. Llegó a ocupar el puesto de Trece de la Orden, principal dignidad dentro de la Orden, asistiendo como tal al Capítulo General de Caballeros celebrado en Valladolid en 1527. Contrajo matrimonio con una dama de honor de Germana de Foix, Beatriz Santángel, descendiente de una importante familia originaria del reino de Valencia, hija de Jaime de Sántangel, escribano de ración de Fernando, señor de Redován y Baile General de Orihuela y Alicante, hermano de Luis de Santángel, quien financió la empresa colombina, gracias al arrendamiento que disfrutaba la familia de las salinas de La Mata. Murió sin descendencia el 3 de diciembre de 1537, por lo que fue sucedido por su hermano, siendo enterrado en la cripta del panteón condal, amortajado con el hábito de la orden de Santiago.
- Fadrique de Acuña, que sigue la línea como V conde de Buendía (1537-1558).[9] Contrajo matrimonio en tres ocasiones, siendo sucedido por su hijo Juan de Acuña y Acuña, VI conde de Buendía.[9] Frente a la influencia flamenca de la corte de Felipe el Hermoso, Fadrique siguió apoyando a Fernando el Católico, acompañándole en su viaje a Nápoles en 1506. Tras su regreso a Castilla en calidad de regente, éste le recompensó nombrándole virrey de Navarra entre 1515 y 1516, poco después de su incorporación al reino de Castilla, en el delicado momento de la muerte de Fernando el Católico y el segundo intento de recuperación del reino por parte de Juan de Albret, en marzo de 1516, por lo que su labor tuvo un marcado carácter militar. Pese a sus éxitos en el campo de batalla, el cardenal Cisneros, regente de Castilla, decidió cesarle y sustituirle por el duque de Nájera. Con el acceso al trono de Carlos I, ejerció el cargo de Gran Chambelán y participó junto a él en la famosa Jornada de Túnez en 1535. También fue miembro de las principales órdenes militares del reino, como caballero tanto de la de Calatrava, donde ejerció los cargos de comendador de Mestanza (Ciudad Real) y Montemolín (Badajoz), como de la de Santiago, donde llegó a ser Trece de la Orden. A su muerte en Valladolid el 4 de noviembre de 1558, heredó el condado su hijo Juan de Acuña y Acuña, VI conde de Buendía,[9] fruto de su segundo matrimonio con María de Acuña, casados en Madrid en 1524 tras recibir la dispensa papal que les eximía por su parentesco. Previamente, había contraído matrimonio con Isabel de Bazán, hija de Álvaro de Bazán, Capitán General en la Guerra de Granada con los Reyes Católicos y I señor de Fiñaza (Almería), tras reconquistarla en 1487, y de quien desciende el marqués de Santa Cruz. Sin embargo, Isabel falleció antes de que su marido heredara el condado, ordenando enterrarse en el panteón familiar del desaparecido convento dominico de Sancti-Spíritus de Granada. Finalmente, tras enviudar de su segunda esposa, Fadrique contrajo matrimonio con Luisa de Garavito, una dama hijadalga de Dueñas.
- Teresa de Acuña: nacida hacia 1462, profesó como monja clarisa en el monasterio de Santa Clara de la Consolación de Calabazanos, aunque posteriormente se trasladó al monasterio de las Gordillas, fundado por su tía María Dávila en Ávila, donde falleció en 1512 con 50 años de edad.
- Inés Enríquez de Acuña, casada con el adelantado mayor de Castilla Antonio de Padilla, señor de Calatañazor, Santa Gadea y Villaveta, cuyos descendientes heredarán los títulos tanto de condes de Santa Gadea como de Buendía.
- Leonor de Acuña, casada en 1516 con Rodrigo de Guzmán, III señor de La Algaba, con el que tuvo catorce hijos y, cuyos descendientes, reivindicarán el condado de Buendía cuando se inicie el pleito de tenuta tras la muerte sin sucesión del VI conde de Buendía en 1592, aunque finalmente se salda a favor de los Padilla, condes de Santa Gadea. Este matrimonio es el promotor de la reforma del palacio de los Guzmán de Sevilla, actualmente Centro de Arte Mudéjar sito en la plaza Calderón de la Barca frente a la iglesia Omnia Sanctorum, a la que se unió en el siglo XVII por un pasadizo voladizo, de cuya capilla mayor eran patronos los Guzmanes, y junto al mercado de la calle Feria, construido en el siglo XVIII. En su interior, muy remodelado, se conserva una sala dedicada a Leonor Enríquez de Acuña con una rica armadura mudéjar con los escudos de los Guzmán y los Acuña. Pese a su vinculación a Sevilla, fue enterrada en el convento de San Agustín de Dueñas, en una tumba junto a su nieto, fallecido en la infancia, Fernando de Robles, hijo de María de Acuña y Guzmán y Gutierre de Robles, VII señor de Valdetrigueros.
- Blanca Enríquez de Acuña, casada con Hernando de Vega (m. 1526), V señor de Grajal, Melgar, Villelga y Palazuelo, virrey de Galicia, comendador mayor de Castilla en la Orden de Santiago y presidente del Consejo de Órdenes, padres de Juan de Vega y Enríquez de Acuña, VI señor de Grajal, Melgar, Villelga y Palazuelo. A su muerte en 1558, en Palencia, fue enterrada (aunque hoy no se conserva su sepulcro) en la capilla que mandó construir en el convento de San Francisco de Palencia, al cual estaba unido su propio palacio mediante un pasadizo voladizo que se derribó en el siglo XIX. Este palacio (desaparecido y conocido como "Casa del Paso") tendría su entrada principal por la actual calle de Valentín Calderón y abarcaría un amplio espacio entre ésta y la de Ignacio Martínez de Azcoitia. Fueron también los promotores de la construcción del palacio renacentista de Grajal de Campos, unido por un pasadizo con la iglesia parroquial, así como la reforma del castillo, convirtiéndolo en el primer castillo artillero de España.
- Catalina de Acuña, monja en el convento de Santa Clara en Palencia.
- Juana de Acuña, monja en el convento de Santa Clara en Palencia.
- Luisa de Acuña, profesó como monja en el monasterio de Calabazanos, pero posteriormente se trasladó al monasterio abulense de Las Gordillas fundado por su tía María Dávila, a la que sucedió como abadesa en 1512 hasta su fallecimiento el 21 de diciembre de 1545.
- Aldonza de Acuña, monja en el monasterio de Santa Clara de la Consolación de Calabazanos (Palencia) como Sor Francisca.
- María de Acuña, contrajo matrimonio en primeras nupcias con Gutierre Velázquez, señor de Villavaquerín (Valladolid), y posteriormente con Diego López de Zúñiga, III señor de San Martín de Valvení, regidor de Valladolid y miembro de la cámara de Carlos V.